# Bibio brevineurus
Bibio brevineurus är en tvåvingeart som beskrevs av Yang och Chen 1995. Bibio brevineurus ingår i släktet Bibio och familjen hårmyggor.
Artens utbredningsområde är Zhejiang (Kina). Inga underarter finns listade i Catalogue of Life.